# Lefteris Lyratzis
Lefteris Lyratzis (Grieks: Λευτέρης Λύρατζης) (Kavala, 22 februari 2000) is een Grieks voetballer die bij voorkeur als rechtsback speelt. Hij brak door vanuit de jeugd van PAOK Saloniki. Hij maakte in 2022 zijn debuut als international van het Grieks voetbalelftal.

## Clubcarrière

### PAOK Saloniki
Lyratzis is een zoon van Nikolaos Lyratzis, die tevens voetballer was bij AO Kavala. Hij begon op zesjarige leeftijd bij Gymnastikos Syllogos Keravnos Krinidon in zijn geboorteplaats Kavala. In 2012 verhuisde de familie naar Thessaloniki, zodat Lyratzis in de jeugdopleiding van PAOK Saloniki kon gaan spelen. In de zomer van 2018 mocht hij meedoen in de voorbereiding van het eerste team van PAOK. Op 20 december 2018 maakte hij in de bekerwedstrijd tegen Aittitos Spata zijn debuut voor het eerste elftal. Hij zou vier wedstrijden spelen dat seizoen. In het seizoen erop werd hij voor een seizoen verhuurd aan Volos NFC, waar hij 27 wedstrijden speelde. Op 4 januari 2020 scoorde hij tegen OFI Kreta zijn eerste doelpunt in het betaald voetbal.
Na een seizoen waarin hij dertien wedstrijden speelde voor PAOK, waaronder zijn debuut in de Europa League tegen PSV, kwam hij in het seizoen 2021/22 tot meer speelminuten. Op 12 december scoorde hij tegen PAS Lamia zijn eerste doelpunt voor PAOK. Drie dagen ervoor had hij zijn debuut gemaakt in de Conference League tegen Lincoln Red Imps. In die competitie kwam PAOK tot de kwartfinale, waarin het werd uitgeschakeld door Olympique de Marseille. Vanaf december was hij basisspeler bij PAOK en speelde hij in veel wedstrijden negentig minuten. Op 21 mei 2022 stond hij in de finale van de beker tegen Panathinaikos, dat met 0-1 won.
In de anderhalf jaar die daarop volgde wist Lyratzis die basisplaats, mede door blessureleed, niet vast te houden. In de winter van 2024 werd hij daarom voor een tweede keer verhuurd, ditmaal aan Asteras Tripolis. Daar speelde hij elf wedstrijden voor.

### N.E.C.
Op 2 september 2024, de laatste dag van de transfermarkt, werd Lyratzis voor een seizoen lang gehuurd door N.E.C., dat een opvolger zocht voor de naar FC Twente vertrokken Bart van Rooij. Hij kreeg rugnummer 19 en zou met Brayann Pereira gaan strijden om de plek van rechtsback. Op 14 september maakte hij als invaller voor Pereira zijn debuut voor N.E.C. tegen PSV. In eerste instantie kreeg Pereira meer speeltijd, maar vanaf maart gaf trainer Rogier Meijer meer de voorkeur aan Lyratzis. In totaal speelde de Griek achttien wedstrijden voor N.E.C., voordat hij terugkeerde naar PAOK.

## Clubstatistieken
| Seizoen        | Club               | Competitie     | Competitie | Competitie | Beker | Beker | Internationaal | Internationaal | Totaal | Totaal |
| Seizoen        | Club               | Competitie     | Wed.       | Dlp.       | Wed.  | Dlp.  | Dlp.           | Dlp.           | Wed.   | Dlp.   |
| -------------- | ------------------ | -------------- | ---------- | ---------- | ----- | ----- | -------------- | -------------- | ------ | ------ |
| 2018/19        | PAOK Saloniki      | Super League   | 1          | 0          | 3     | 0     | –              | –              | 4      | 0      |
| 2019/20        | → Volos NFC        | Super League   | 24         | 1          | 3     | 0     | –              | –              | 27     | 1      |
| 2020/21        | PAOK Saloniki      | Super League   | 7          | 0          | 4     | 0     | 2              | 0              | 13     | 0      |
| 2021/22        | PAOK Saloniki      | Super League   | 13         | 1          | 7     | 0     | 7              | 0              | 27     | 1      |
| 2022/23        | PAOK Saloniki      | Super League   | 14         | 0          | 2     | 0     | 1              | 0              | 17     | 0      |
| 2023/24        | PAOK Saloniki      | Super League   | 3          | 0          | 0     | 0     | –              | –              | 3      | 0      |
| 2023/24        | → Asteras Tripolis | Super League   | 11         | 0          | 0     | 0     | –              | –              | 11     | 0      |
| 2024/25        | → N.E.C.           | Eredivisie     | 15         | 0          | 2     | 0     | 1              | 0              | 18     | 0      |
| 2025/26        | → Panserraikos     | Super League   | 0          | 0          | 1     | 0     | –              | –              | 1      | 0      |
| Carrièretotaal | Carrièretotaal     | Carrièretotaal | 88         | 2          | 22    | 0     | 11             | 0              | 121    | 15     |

Bijgewerkt op 20 augustus 2025.

## Interlandcarrière
Lyratzis speelde in de jeugdelftallen van Griekenland onder 17, onder 18, onder 19 en onder 21. Op 28 maart 2022 maakte hij zijn debuut voor het Grieks voetbalelftal in een oefeninterland tegen Montenegro, dat met 0-1 won.

## Erelijst
Als speler
| Competitie           | Aantal        | Jaren            |
| PAOK Saloniki        | PAOK Saloniki | PAOK Saloniki    |
| -------------------- | ------------- | ---------------- |
| Super League         | 1x            | 2018/19          |
| Griekse voetbalbeker | 2x            | 2018/19, 2020/21 |